# Ilaria Sciorelli
Ilaria Sciorelli (Torino, 19 febbraio 1974) è un'ex nuotatrice italiana.

## Carriera
Stileliberista ma soprattutto staffettista, è stata competitiva tra la fine degli anni 1980 e l'inizio dei novanta, quando ai campionati italiani ha vinto in totale sedici titoli, di cui quattordici con la staffetta della Libertas Safa di Torino. Ha esordito in nazionale maggiore nel 1988; nel 1990 ha avuto una buona annata: ha vinto cinque titoli italiani ed è stata convocata in coppa latina, vinta dalla squadra italiana
Ha fatto parte della nazionale maggiore anche nel gennaio 1991 quando ha gareggiato ai campionati mondiali di nuoto a Perth sfiorando con la staffetta 4×100 m stile libero l'ingresso nella finale. Ad Atene, durante i campionati europei di nuoto nell'agosto dello stesso anno ci è arrivata in finale assieme a Cecilia Vianini, Viviana Susin e Nadia Pautasso stabilendo anche un primato italiano che sarebbe durato per sei anni.
L'anno dopo ha fatto parte della squadra che a Barcellona ha disputato i Giochi della XXV Olimpiade: nei 100 m stile libero si è fermata alle batterie, e con la staffetta 4×100 m mista ha sfiorato ancora la finale. La sua ultima apparizione in nazionale è stata nell'aprile del 1993 a Firenze quando ha contribuito alla vittoria dell'Italia in coppa latina.

## Palmarès
questa tabella è incompleta
| Giochi Olimpici       | ---                   | 100 m st. libero      | 4×100 m mista                |
| 1992 Barcelona Spagna | ---                   | 36ª in batteria 59"11 | 9ª - 4'12"79 frazione: 57"73 |
| Campionati mondiali   | 50 m st. libero       | 100 m st. libero      | 4×100 m st. libero           |
| 1991 Perth Australia  | 25ª in batteria 27"36 | 21ª in batteria 58"42 | 9ª - 3'54"65 :               |
| Campionati europei    | ---                   | ---                   | 4×100 m st. libero           |
| 1991 Atene Grecia     | ---                   | ---                   | 6ª - 3'50"73 frazione: 57"81 |

### Campionati italiani
2 titoli individuali e 14 in staffette, così ripartiti:
- 2 nei 100 m stile libero
- 7 nella staffetta 4×100 m stile libero
- 4 nella staffetta 4×200 m stile libero
- 3 nella staffetta 4×100 m mista

| Anno | Edizione    | st.libero 50 m | st.libero 100 m | st.libero 4×100 m | st.libero 4×200 m | mista 4×100 m |
| ---- | ----------- | -------------- | --------------- | ----------------- | ----------------- | ------------- |
| 1988 | Primaverili | 2              | 2               | 1                 | -                 | -             |
| 1988 | Estivi      | -              | -               | 1                 | -                 | -             |
| 1989 | Primaverili | -              | -               | 1                 | -                 | -             |
| 1989 | Estivi      | 2              | -               | 3                 | -                 | 1             |
| 1990 | Primaverili | 2              | 2               | -                 | 2                 | 1             |
| 1990 | Estivi      | 3              | 1               | 1                 | 1                 | 1             |
| 1991 | Primaverili | -              | -               | 1                 | -                 | -             |
| 1991 | Estivi      | -              | -               | 2                 | 1                 | -             |
| 1992 | Primaverili | 2              | -               | 1                 | 1                 | -             |
| 1992 | Estivi      | 3              | -               | 2                 | -                 | -             |
| 1993 | Primaverili | -              | 3               | 2                 | 1                 | -             |
| 1994 | Primaverili | -              | -               | 1                 | -                 | -             |
| 1994 | Estivi      | -              | 1               | 2                 | -                 | -             |
| 1995 | Estivi      | -              | -               | 2                 | -                 | -             |